# Ijen
Ijen (frühere Schreibweise „Idjen“) ist der Name eines Vulkankomplexes in Jawa Timur, der östlichsten Provinz der indonesischen Insel Java. Am bekanntesten in diesem riesigen Komplex, dessen Basisdurchmesser 75 km beträgt, ist der von kahlen Wänden eingeschlossene Kratersee Kawah Ijen, der von manchen Geologen und Mineralogen als „das größte Säurefass der Erde“ bezeichnet wird und auch der größte übersäuerte See der Welt ist. Mit seinem säurehaltigen türkisfarbigen Wasser und seiner heftig dampfenden Solfatare ist er ein zwar eindrucksvolles, aus Sicherheitsgründen aber nicht immer frei zugängliches Touristenziel.
In südwestlicher unmittelbarer Nachbarschaft erhebt sich der 3332 m hohe Schichtvulkan Gunung Raung.

## Sprachliche Hinweise
- Die Karten und Profilansichten sind teilweise in der niederländisch-indischen Kolonialzeit entstanden. Das niederländische „oe“ entspricht dem heutigen „u“ (Koekoesan = Kukusan, Goenoeng = Gunung, Raoeng = Raung), „dj“ entspricht dem heutigen „j“. Das Dorf Jambu am Südhang des Merapi, in dessen Nähe sich ein Observatorium befindet, ist auf der Karte des Ijen-Gebirges mit dem Namen „Djamboe“ eingezeichnet. In der Nachkolonialzeit wurde „j“ in „y“ geändert (Beispiel: Banjoepoetih = Banyuputih).
- indonesisch Gunung ‚Berg‘

## Geografie

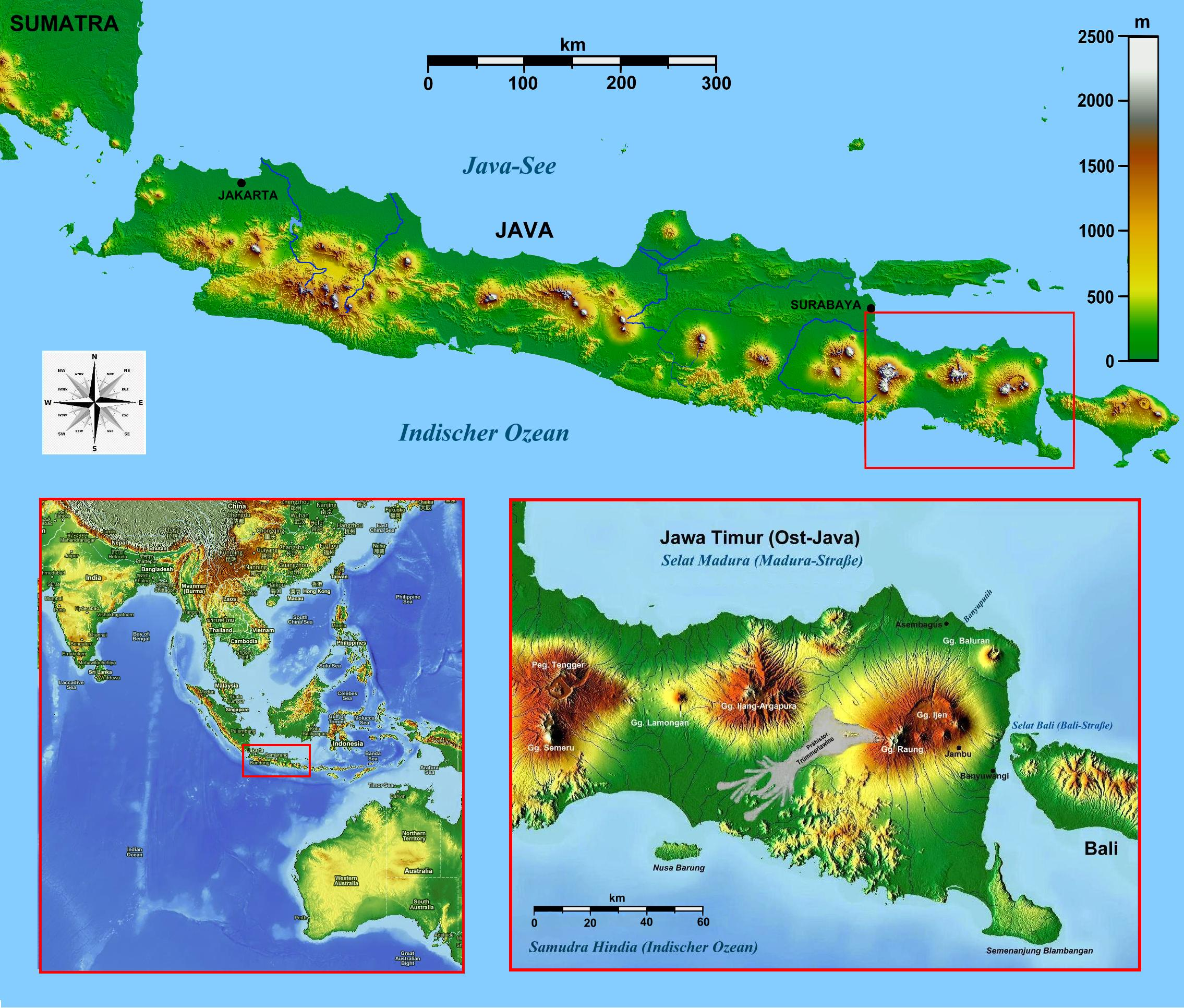
Übersichtskarte von Java mit Kennzeichnung der Lage des Ijen-Vulkankomplexes. - Die prähistorische Trümmerlawine am Gunung Raung nach einer Skizze im Catalogue of the active Volcanoes of Indonesia von Neumann van Padang (S. 156)

### Das Ijen-Hochland

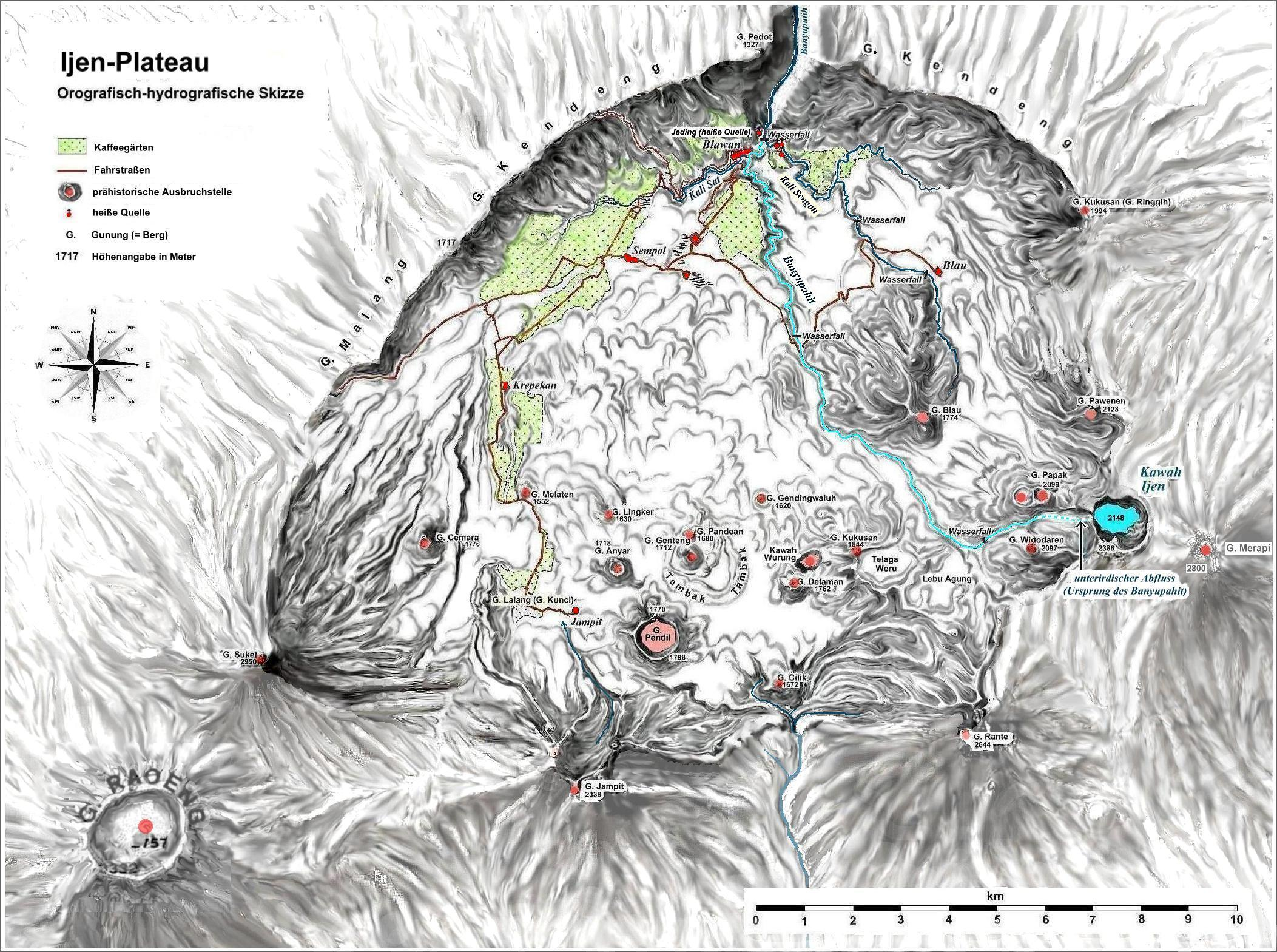
Orografisch-hydrografische Skizze des Ijen-Plateaus mit Darstellung der sekundären prähistorischen Vulkane. Fahrstraßen und Kaffeegärten nach dem Stand von 1930

Von einem ursprünglichen, wahrscheinlich im Jungpleistozän entstandenen Zwillingsvulkan, dessen Höhe von dem niederländischen Vulkanologen Georg Laure Luis Kemmerling auf 4000 m geschätzt worden ist, blieb nach dessen Einsturz eine ellipsenförmige Caldera übrig, die mit einem Durchmesser von bis zu 16 Kilometern eine der größeren Calderen der Erde ist. Etwa 80 Kubikkilometer vulkanische Asche und Bims wurden bei diesem Einsturz ausgeworfen; sie bilden eine 100 bis 150 m dicke Schicht, die sich überwiegend auf den nördlichen Außenhängen der Caldera abgelagert hat.
Spätere vulkanische Aktivitäten haben dazu geführt, dass diese Caldera nur noch zum Teil vorhanden ist. Fast vollständig erhalten ist der nördliche halbkreisförmige Calderarand, das bis zu 1717 m hohe Kendeng-Gebirge, durch dessen Mitte sich der Banyuputih-Fluss eine schwer zugängliche, teilweise über 500 m tiefe Schlucht gegraben hat, und die nördliche Hälfte des Calderabodens, das von etwa 900 m bis 1500 m nach Süden ansteigende Ijen-Hochland. Die tiefste Stelle dieses Hochlands liegt in 850 m Meereshöhe in der Nähe der Ortschaft Blawan.
In dieses mit Tuffen und losen Auswürfen bedeckte vulkanische Plateau haben sich die Flüsse tief eingegraben. Am bedeutendsten ist der säurehaltige Banyupahit (‚Bitteres Wasser‘), der den Kratersee Kawah Ijen entwässert. Sowohl der Banyupahit als auch seine Zuflüsse, der bei Blawan von links kommende Kali Sat und der etwas weiter unterhalb von rechts kommende Kali Sengon, haben schluchtartige bis zu 200 Meter tiefe Täler mit teilweise senkrechten Wänden ausgewaschen. Gelöste Mineralien aus heißen Quellen am Kali Sengon und am Banyupahit verleihen dem säurehaltigen Wasser durch chemische Reaktionen eine milchig-helle Farbe, weshalb der Banyupahit ab hier den Namen Banyuputih (‚Weißer Fluss‘) erhalten hat.
Abgebrochene Lavaschichten werden durch Wasserfälle überwunden. Ein solcher Wasserfall des Banyuputih, unmittelbar vor seinem Durchbruch durch das Kendeng-Gebirge, hat den Boden der ursprünglich horizontalen Caldera in etwa 780 m Meereshöhe aufgeschlossen. Der gegenwärtige Anstieg des Calderabodens nach Süden wurde von mehreren sekundären Vulkanen aufgeschüttet, deren Ringwälle und Kegel das Landschaftsbild des südlichen Ijen-Hochlands prägen.
Die südliche Hälfte der ursprünglichen Caldera wurde unter einer Vulkanreihe begraben, die auf einer ost-westlich verlaufenden Bruchlinie entstanden ist. Der bedeutendste in dieser Reihe ist der Ijen-Merapi, ein Zwillingsvulkan auf dem Ostrand der Caldera. Der ältere 2799 m hohe Stratovulkan Gunung Merapi (nicht zu verwechseln mit dem hochaktiven Merapi in Mitteljava) ist erloschen. Auf seiner Westflanke befindet sich der tätige 2386 m hohe Gunung Ijen mit dem Kratersee Kawah Ijen.

### Der Ijen-Vulkan

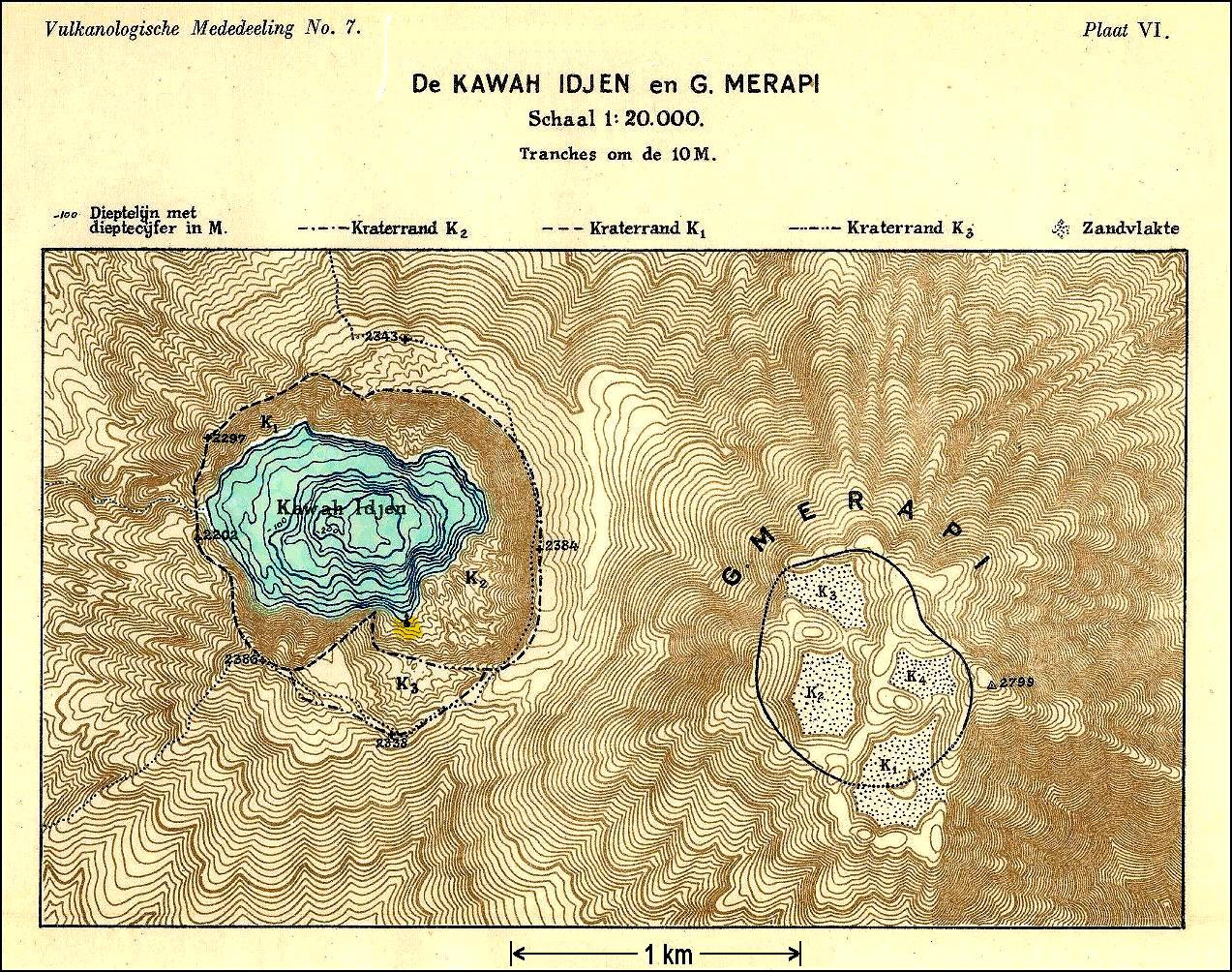
Gipfelregion des Zwillingsvulkans Ijen-Merapi. – Die Tiefenlinien im See verändern sich bei jedem Ausbruch und besitzen deshalb keinen zuverlässigen Informationswert.

Die Oberfläche des Ijen in 3D animiert

Die Hauptattraktion des Ijen-Komplexes ist der Krater des Gunung Ijen mit dem weltbekannten See Kawah Ijen. Dieser Krater weist zwischen dem westlichen und östlichen Teil große morphologische Unterschiede auf. Im Westen reichen die Rippen auf den äußeren Hängen des Vulkans bis zum Rand des Kraters, was die Erosion des westlichen Rands beschleunigt hat. Im Norden, Osten und Süden enden die Rippen unterhalb des Kraterrands, der hierdurch eine wesentlich höhere Stabilität besitzt und einen gut erhaltenen, ringsum annähernd gleich hohen Ringwall darstellt. Darüber hinaus bestand der westliche Teil aus Produkten, die den erodierenden Kräften wenig Widerstand geleistet haben. Der aus festerem Material bestehende östliche Teil wird dagegen zusätzlich von zwei älteren Kraterwällen und vom benachbarten Merapi unterstützt.
Hinzu kommt eine mehrfache Verlagerung des Ausbruchspunktes: Die älteste Baueinheit wurde auf den Karten Zwillingsvulkan Ijen-Merapi und Kawah Ijen mit K3 bezeichnet. Dieser Krater ist nur noch als ein schmales Plateau auf dem Südhang des Vulkans zu erkennen. Danach wurde K3 überlagert vom Krater K2 im östlichen Teil des heutigen Kraters. Die jüngste Baueinheit ist der Krater K1, und hier insbesondere die Hänge im westlichen Teil zu beiden Seiten des Überlaufs des Sees.
Das hat dazu geführt, dass der westliche Kraterrand weitgehend zerstört wurde und der Überlauf des Kratersees sich hier befindet. Die Zerstörung dieses Randes erfolgte jedoch nicht nur durch Erosion, sondern auch durch einen Lavastrom, der nicht nur in einem großen kuppelförmigen Pfropfen links hinter dem Überlauf zu sehen ist, sondern an vielen Stellen auch weiter abwärts noch nachgewiesen wurde, und durch phreatische Eruptionen, die einen Teil des Kratersees ausgeworfen haben. Die dabei entstandenen Schlammströme (Lahare) haben die Bresche im westlichen Rand vertieft und das Niveau der Oberfläche des Sees auf die gegenwärtige Höhe von 2148 m über dem Meeresspiegel reduziert. Deutlich sind noch die Spuren des Lahars von 1817 zu erkennen, der längs des Banyupahit, dem Oberlauf des Banyuputih, das Ijen-Plateau überflutet hat, durch die Schlucht des Banyuputih im Nordrand der Caldera in die Küstenebene strömte und östlich der Stadt Asembagus fächerartig wie ein Delta in das Meer geflossen ist.

### Kratersee

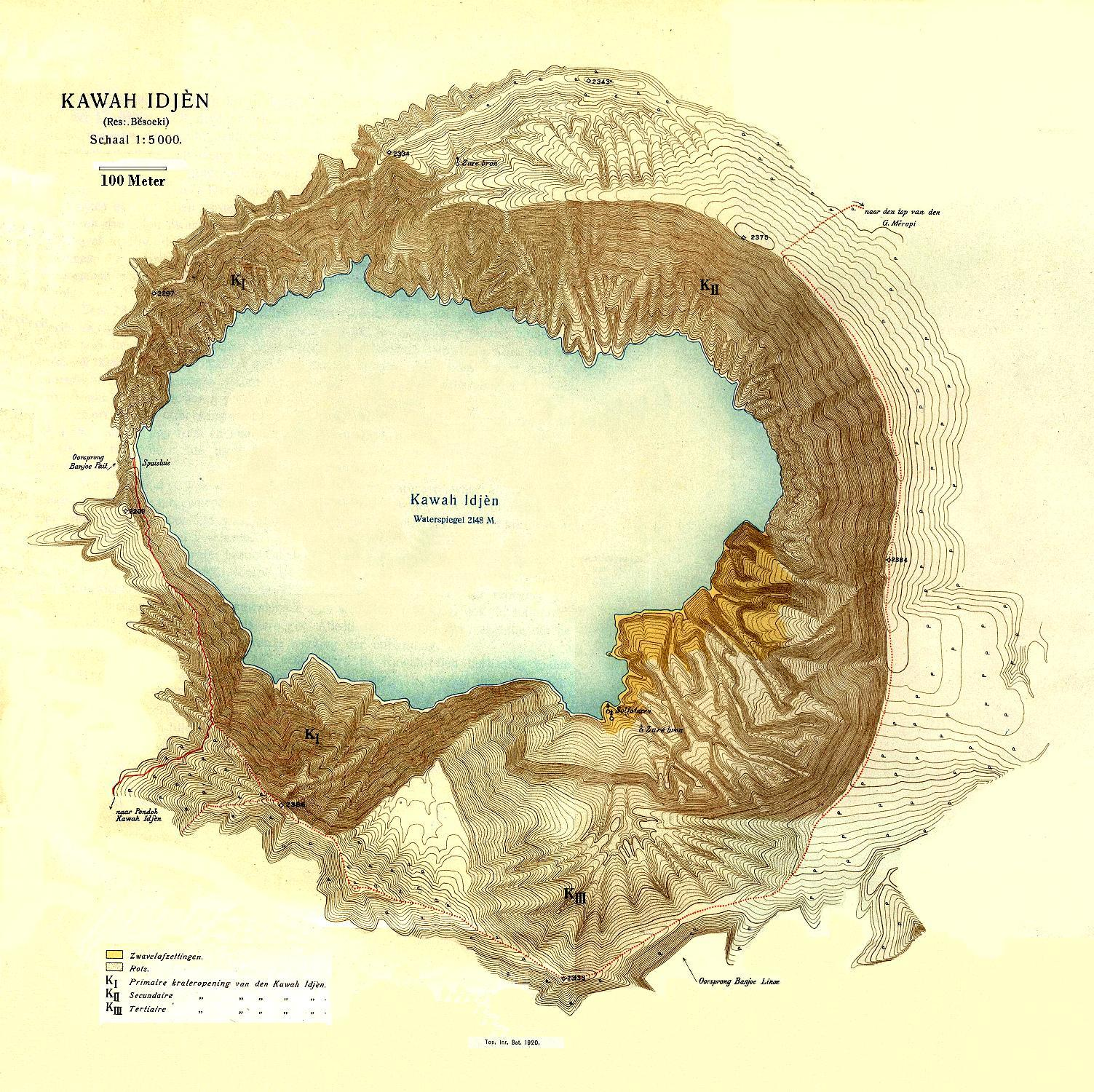
Kawah Ijen mit Schwefelablagerungen (gelb)

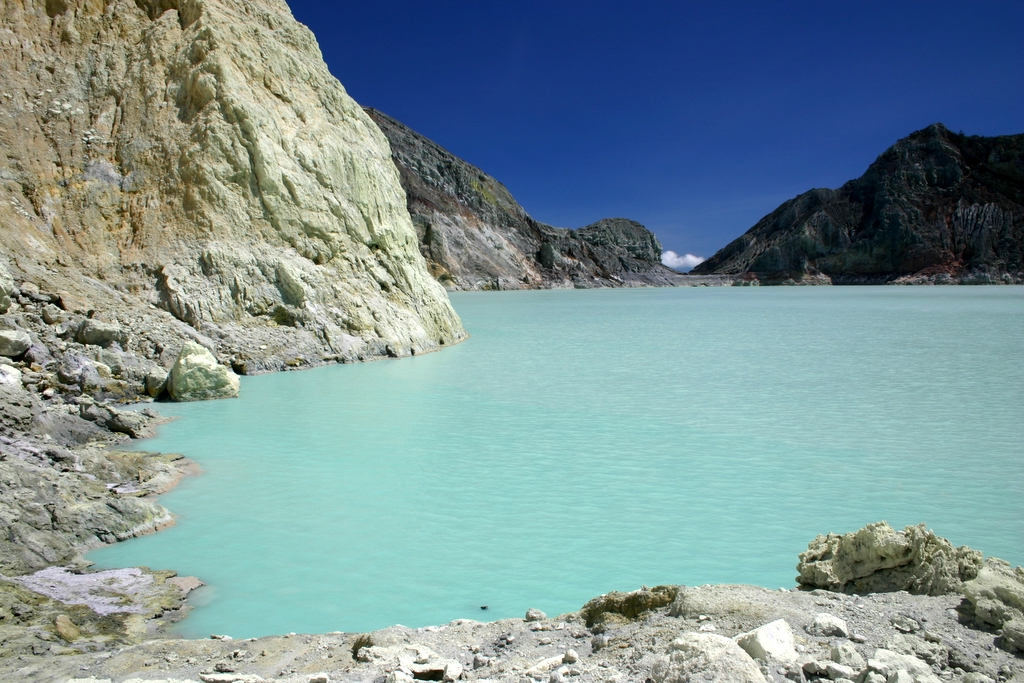
Blick von Osten über den Kawah Ijen

Der im Ijen-Krater eingebettete See Kawah Ijen ist 960 m lang, 600 m breit und bis zu 200 m tief. Seine Oberfläche beträgt 41 Hektar. Deutliche Zusammenhänge bestehen zwischen den unterschiedlichen Niederschlagsmengen, der Höhe des Seespiegels und der Wassertemperatur. Zwischen der trockenen Jahreszeit von Mai bis Oktober und der feuchten Jahreszeit von November bis April differiert die Höhe des Seespiegels um bis zu vier Meter. Demzufolge schwankt auch das Volumen des Sees von 32 Millionen bis etwa 36 Millionen Kubikmeter. Die intensive blau-grüne Farbe des Kawah Ijen wird hervorgerufen durch seinen hohen Gehalt an Alaun, Schwefel und Gips. Der Alaungehalt wird auf über 100.000 Tonnen geschätzt.
Das Wasser dieses Sees ist extrem sauer: Analysen in den Jahren 2005 und 2006 haben im See einen pH-Wert unter 0,3, im Abfluss Banyupahit 0,4 bis 0,5 festgestellt. Zuflüsse mit neutralem Wasser erhöhen den pH-Wert bis zum Durchbruch des Banyuputih im nördlichen Calderarand je nach Wasserführung auf 3,0 bis 3,5.
Die Temperatur des Seewassers unterliegt starken Schwankungen. Langfristig wurde eine steigende Tendenz festgestellt. Im Oktober 2000 wurden 32 °C, in den Folgejahren 35 °C bis 45 °C gemessen. Der bisher höchste Wert beträgt 48,1 °C, gemessen am 13. Juli 2004 (Stand November 2007). Fast immer entwickeln sich Dampfschwaden auf dem See, da die Wassertemperatur höher als die Lufttemperatur ist.
Früher floss nach heftigen Regenfällen das säurehaltige Wasser des Kawah Ijen über die Bresche im westlichen Kraterrand, vereinigte sich auf dem Ijen-Plateau mit den Zuflüssen des Banyupahit, strömte mit dem Banyuputih durch die Schlucht im nördlichen Calderarand und richtete große Schäden in der von Reisfeldern und Zuckerplantagen bestandenen nördlichen Küstenebene an. Im Jahre 1921 hat man in den Überlauf des Kawah Ijen eine Schleuse gebaut, die das eigenmächtige Abfließen des sauren Wassers verhindert. Die Mauern dieser Schleuse bestehen aus Schwefelblöcken, da andere Baumaterialien dem sauren Wasser nicht standhalten. Des Weiteren wurden alle Bewässerungsableitungen des Banyuputih mit Schleusen versehen. Übersteigt der Seespiegel ein kritisches Niveau, werden die Schleusen des Banyuputih geschlossen. Im Falle eines größeren phreatischen Ausbruchs sind jedoch diese Schutzmaßnahmen wirkungslos: Die im November 1936 herabgeflossenen Lahare konnte die Schleuse am Kawah Ijen nicht aufhalten. Die Quelle des Abflusses des Kawah Ijen, des Banyupahit, befindet sich talabwärts unterhalb dieser Schleuse; hier hat sich das saure Wasser des Sees durch den Aschenmantel des Vulkans einen unterirdischen Lauf gebahnt.

### Solfatare

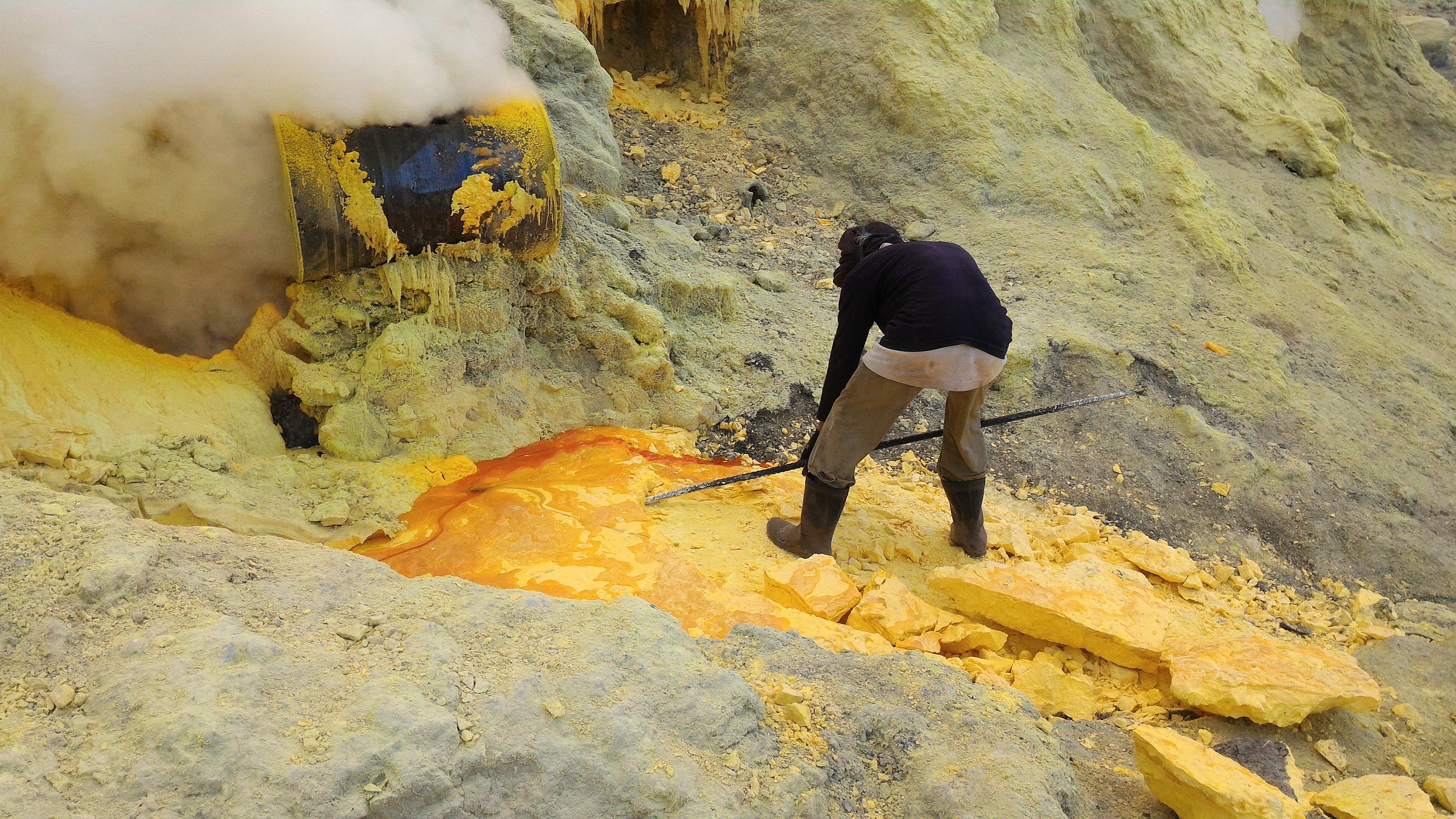
Abbau von Schwefel aus einer Lagerstätte am Rande des Kratersees

Am Südostufer des Sees befindet sich eine der aktivsten Solfataren der Erde, die mit 190 bis 240 °C heißen Fumarolen die bedeutendste Schwefelansammlung Indonesiens mit bis zu 8 Meter dicken Schwefelbänken abgelagert hat. Im Jahre 1968 fand die offizielle Eröffnung einer Schwefelmine statt. Schwefeldämpfe werden durch ein ausgeklügeltes System von etwa 10 m langen und 50 cm dicken Rohrleitungen zu tiefer liegenden Entnahmestellen geleitet, wo der Schwefel als 110 bis 120 °C heiße zähflüssige orange- bis rotfarbige Masse austritt und erst nach Abkühlung sich in ein leuchtendes Gelb verwandelt. Arbeiter aus der lokalen Bevölkerung brechen mit Eisenstangen den Schwefel ab. Träger befördern die abgebrochenen Stücke mit zwei Bambuskörben innerhalb von zwei Stunden auf den 200 m höher liegenden Kraterrand, und in Folge von dort mit mehreren, von einem wohlhabenden Indonesier gespendeten Handwagen zu Tal. Bis zu sechs Tonnen Schwefel werden auf diese mühsame Weise täglich zu einer Sammelstelle getragen, eine Menge, die täglich von der Solfatare wieder ausgeglichen wird. Durch Überhitzung entzündet sich gelegentlich der Schwefel von selbst und fließt als hellblau brennender Strom in den See, dessen Leuchtkraft insbesondere im Dunkel der Nacht ein mystisch anmutendes Schauspiel bietet. Der Schwefelabbau ist einer der Schauplätze des Dokumentarfilms Workingman’s Death von Michael Glawogger aus dem Jahr 2005, in dem unmenschliche Arbeitsbedingungen thematisiert werden.

## Vulkanausbrüche

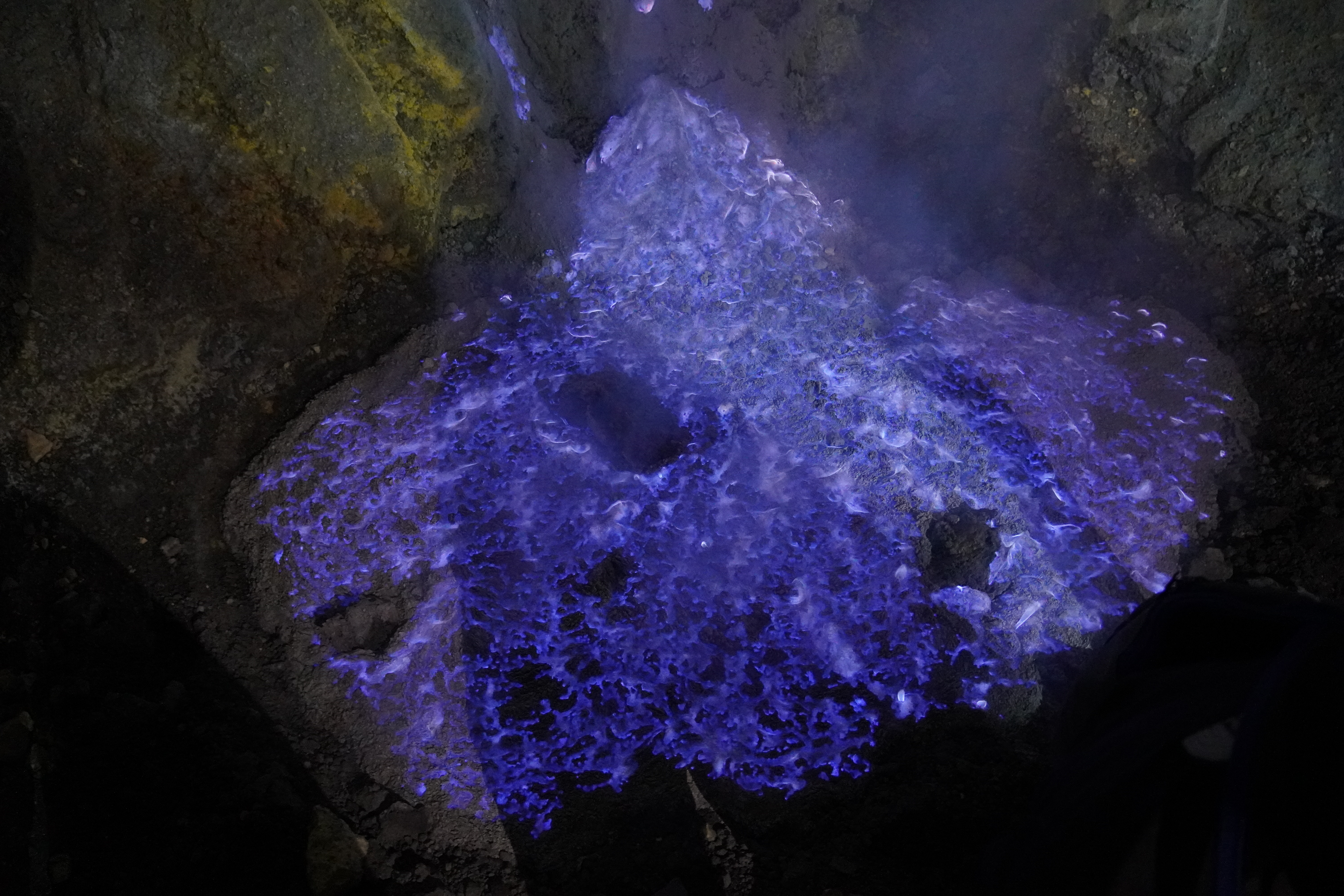
Blaue Schwefel-Flammen in der Caldera des Ijen

1792 verursachte ein vulkanisches Erdbeben einen Bergsturz auf dem Osthang des Merapi, der mit vernichtender Gewalt über die östliche Küstenebene hinwegfegte und nördlich von Banyuwangi das Meer erreichte.
Die älteste Überlieferung eines phreatischen Ausbruchs des Ijen datiert aus dem Jahre 1797, verzeichnet in Thomas Horsfields mineralogischer Karte von Java. Der Name des Berges wurde irrtümlich mit „Tashem“ angegeben.
Vom 24. Januar bis zum 18. Februar 1817, flossen Lahare nicht nur über das Ijen-Hochland, sondern auch nach Osten in Richtung Banyuwangi ab; die Zahl der dabei ums Leben gekommenen Menschen ist nicht bekannt. Die Vegetation wurde bis 600 m unterhalb des Gipfels vernichtet. Vier Jahre später fand der deutsche Botaniker Kaspar Georg Karl Reinwardt den Berg noch völlig kahl, während Franz Wilhelm Junghuhn im Jahre 1844 Gras und Strauchwerk und sogar bis 16 m hohe Kasuarinen an den Außenhängen antraf.
Ende Februar bis Mitte März 1917 schien der See zu kochen; Schlamm wurde 8 bis 10 m über die Seeoberfläche geworfen. 1921 und 1923 fanden Gasausbrüche statt. Bei einem weiteren heftigen phreatischen Ausbruch, vom 5. bis 25. November 1936, strömten Lahare mit ähnlicher Heftigkeit wie im Jahre 1817 zu Tal. Die Vegetation wurde dabei so nachhaltig vernichtet, dass der Kraterrand des Ijen bis heute kahl geblieben ist. 1952 wurde kochender Schlamm und Schwefel aus dem See geschleudert; die dabei entstandene Dampfwolke war über 1.000 Meter hoch. Am 13. April 1962 stiegen Gasblasen mit giftigem Kohlendioxid und Schwefeldioxid bis 10 m Durchmesser im See empor. Fünf Tage später wallte das Wasser 10 Meter hoch und änderte seine Farbe. 1976 erstickten bei einem Gasausbruch 49 von 50 Schwefelarbeitern. 1989 starben weitere 25 Schwefelarbeiter. Vom 16. bis 28. März 1991 fanden Erderschütterungen statt; erneut wallte das Wasser auf und änderte seine Farbe. Ähnliche Eruptionen mit giftigen Gasausbrüchen ereigneten sich 1993, 1994, 1997 und 1999.
Der Vulkan gilt als so unberechenbar, dass Gefahrenzonen von 8 und 12 Kilometern Durchmesser festgelegt worden sind. Mögliche Bahnen von Glutwolken und Laharen verlaufen weit über diese Gefahrenzonen hinaus bis in die nördlichen und östlichen Küstenebenen. Auf dem Südhang des Merapi, in der Nähe des Dorfes Jambu, wird der Ijen von einem Observatorium überwacht, das seit 1991 eine zunehmende Aktivität mit Erderschütterungen und Gasausbrüchen registriert.

## Erforschungsgeschichte

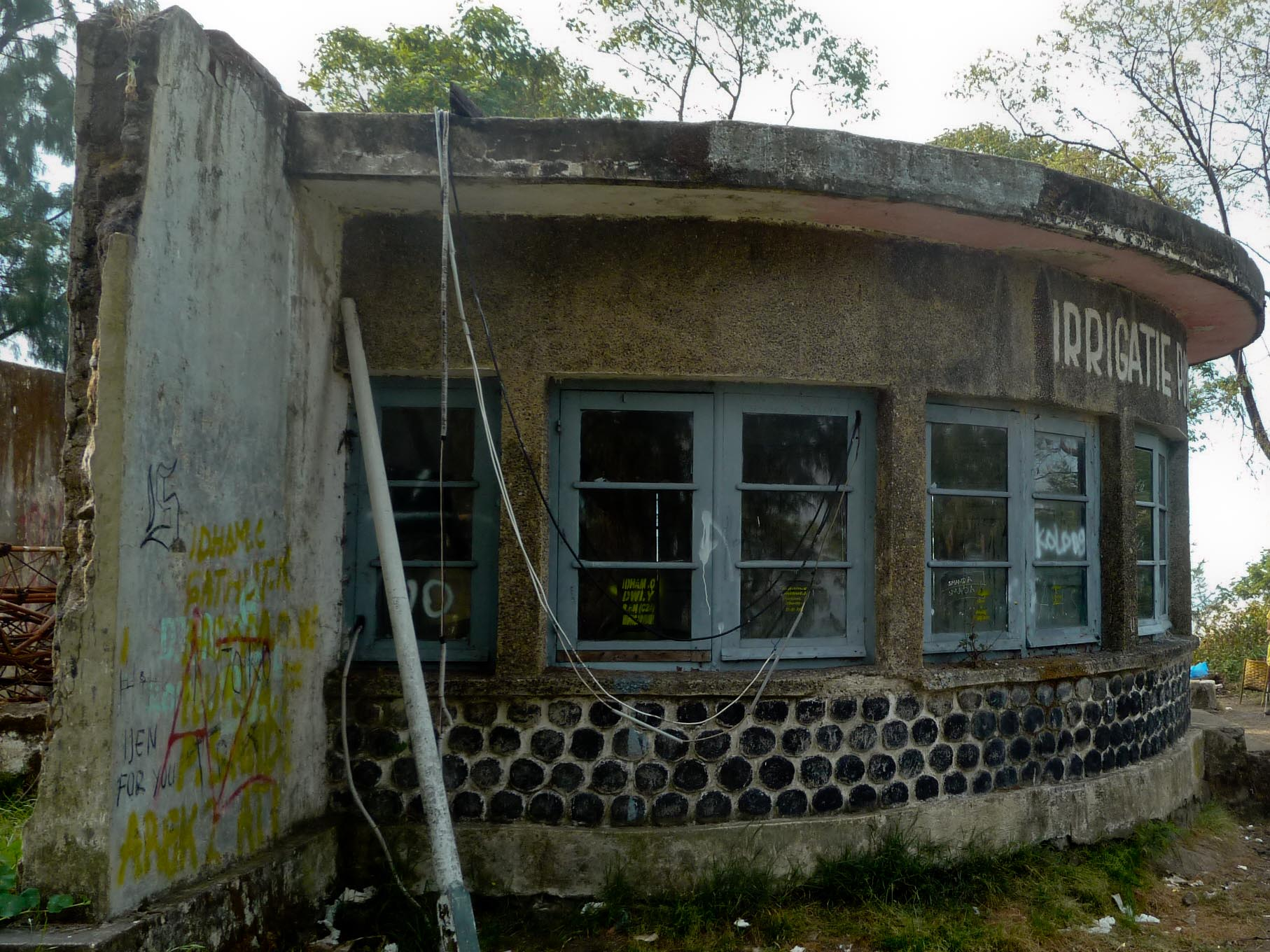
Ruine des Pondok Bunder („runde Hütte“), erbaut in den 1930er Jahren als Beobachtungsstation zur Sicherung der Bewässerung im Art-déco-Stil in der Nähe des Ijen-Sees.

Die ersten Europäer, die den Kraterrand erreichten, waren im Jahre 1789 der Kommandant des Forts „Utrecht“ in Banyuwangi, Clemens de Harris, und ein Begleiter, von dem anstelle seines Namens nur die für einen lange in Niederländisch-Indien gedienten Europäer gebräuchliche Bezeichnung „Oudgast“ überliefert ist. Aus den Erzählungen dieses Oudgastes geht hervor, dass die beiden Männer an der Südostseite des Kraters mit Hilfe von Rotangtauen bis zum Ufer des Sees in der Nähe der Solfataren hinabgestiegen sind. In ihrem in vielerlei Hinsicht widersprüchlichen Bericht, veröffentlicht im Oktober 1820 im Mitteilungsblatt Bataviasche Courant, ist nur der letzte Satz von Bedeutung: „Seit 1790 wird der gesamte Schwefel, der in den Pulvermühlen in Semarang und Batavia verarbeitet wird, aus dem Idjen geholt.“
Am 20. September 1805 besuchte der französische Botaniker Jean-Baptiste Leschenault de La Tour den Ijen. Bis auf den höchsten Kraterrand war der Berg mit üppigem Waldwuchs bedeckt, und selbst an den steilen Innenwänden des Kraters zogen sich Gebüsche mit Farnkräutern bis auf den Grund hinab. Nur in der Südwestecke des Grundes befand sich ein grünlich-weißer See mit dampfend-heißer Oberfläche. Drei Viertel des Grundes war mit heißer Asche bedeckt, und aus Spalten und Löchern entwichen Schwefeldämpfe.
1806 untersuchte der amerikanische Naturforscher Thomas Horsfield den Ijen. Er bestätigte im Wesentlichen die Beobachtungen seines Vorgängers und untersuchte als Erster den Abfluss des Sees.
Als Folge der Ausbrüche in den 1930er Jahren wurde eine noch heute als Ruine erhaltene Beobachtungsstation "Pondok Bunder" (runde Hütte) erbaut, die mit 3 Mann besetzt war. 